# Gabriela Belisario
Gabriela Belisario (Roma, 30 novembre 1989) è un'attrice italiana naturalizzata argentina.

## Biografia
Diventa nota come protagonista del film d'esordio, L'estate del mio primo bacio (2006), in cui interpreta il ruolo di Camilla Randone. La sua interpretazione nella pellicola ha in seguito ispirato il nome della band L'Officina della Camomilla. 
Successivamente ha il ruolo di Federica, figlia del coprotagonista, interpretato da Edoardo Leo, nella fiction televisiva Liberi di giocare, in onda su Rai 1, e il ruolo di Marcella Lampedusa, figlia di Tommaso Lampedusa (Vincenzo Salemme), nel film SMS - Sotto mentite spoglie.
Nel 2008 partecipa alla miniserie tv in sei puntate, I liceali, dove ha il ruolo di Laura Massera. La miniserie è andata in onda in anteprima sulla rete a pagamento Joi di Mediaset Premium e poi successivamente su Canale 5.

## Filmografia
- L'estate del mio primo bacio, regia di Carlo Virzì (2006)
- Liberi di giocare, regia di Francesco Miccichè - miniserie TV - Rai Uno (2007)
- SMS - Sotto mentite spoglie, regia di Vincenzo Salemme (2007)
- I liceali, regia di Lucio Pellegrini e Giulio Manfredonia - miniserie TV - Canale 5 (2008)
- La grande bellezza, regia di Paolo Sorrentino (2013)[2]
- Youth - La giovinezza, regia di Paolo Sorrentino (2015)